# Cynometra sanagaensis
Cynometra sanagaensis är en ärtväxtart som beskrevs av Aubrev.. Cynometra sanagaensis ingår i släktet Cynometra, och familjen ärtväxter. Inga underarter finns listade i Catalogue of Life.